# Dinamo Alma-Ata
Le Dinamo Alma-Ata (en russe : Динамо Алма-Ата) était un club omnisports soviétique puis kazakh.

## Historique
Situé dans la ville d'Alma-Ata (aujourd'hui Almaty), différentes sections représentaient le club dans les championnats soviétiques : le water-polo, la lutte, la gymnastique, l'athlétisme, le bandy et le hockey sur gazon.

## Sections
- Bandy : deux titres de champion d'URSS
- Hockey sur gazon : dix-huit titres de champion d'URSS
- Water-polo : deux titres de champion d'URSS